# Променко
Променко (пол. Promienko) — село в Польщі, у гміні Победзиська Познанського повіту Великопольського воєводства.
Населення — 163 особи (2011).
У 1975-1998 роках село належало до Познанського воєводства.

## Демографія
Демографічна структура станом на 31 березня 2011 року:
|          | Загалом | Допрацездатний вік | Працездатний вік | Постпрацездатний вік |
| -------- | ------- | ------------------ | ---------------- | -------------------- |
| Чоловіки | 87      | 14                 | 65               | 8                    |
| Жінки    | 76      | 16                 | 43               | 17                   |
| Разом    | 163     | 30                 | 108              | 25                   |